# Mauro Zárate
Mauro Matías Zárate (Haedo, 18 maart 1987) is een Argentijns betaald voetballer die doorgaans in de aanval speelt. Hij verruilde Watford in juli 2018 voor Boca Juniors.
Zárate startte zijn carrière bij Vélez Sarsfield in zijn geboorteland, speelde drie jaar voor het team en won in 2005 de  Clausura. Hij tekende later voor het Qatarese Al-Sadd in 2007, waar hij zes maanden speelde alvorens hij op huurbasis naar Birmingham City in Engeland vertrok. Na Birmingham's degradatie naar de Championship werd Zárate opnieuw verhuurd, ditmaal aan het Italiaanse Lazio. De club betaalde later circa 20 miljoen euro voor de speler om de overstap permanent te laten maken. Na een verhuurperiode bij Internazionale en een korte terugkeer bij Vélez Sarsfield ging Zárate in 2014 aan de slag bij West Ham United, waar hij de tweede helft van zijn eerste seizoen op huurbasis bij Queens Park Rangers doorbracht. In januari 2016 tekende hij bij Fiorentina. Een jaar later vertrok hij naar Watford, dat circa 2,3 miljoen pond voor hem betaalde. De club verhuurde hem gedurende het seizoen 2017/18 aan het Arabische Al-Nasr SC. In januari 2018 werd hij verhuurd aan Vélez Sarsfield.
Zárate scoorde het winnende doelpunt in de finale van het WK onder 20 in 2007.

## Clubstatistieken
| Seizoen | Club                  | Competitie       | Duels | Doelp. |
| ------- | --------------------- | ---------------- | ----- | ------ |
| 2003/04 | Vélez Sarsfield       | Primera División | 4     | 1      |
| 2004/05 | Vélez Sarsfield       | Primera División | 14    | 2      |
| 2005/06 | Vélez Sarsfield       | Primera División | 33    | 3      |
| 2006/07 | Vélez Sarsfield       | Primera División | 32    | 16     |
| 2007/08 | Al-Sadd               | Qatari League    | 6     | 4      |
| 2007/08 | → Birmingham City     | Premier League   | 13    | 4      |
| 2008/09 | → SS Lazio            | Serie A          | 36    | 13     |
| 2009/10 | SS Lazio              | Serie A          | 32    | 3      |
| 2010/11 | SS Lazio              | Serie A          | 35    | 9      |
| 2011/12 | → Internazionale      | Serie A          | 22    | 2      |
| 2012/13 | SS Lazio              | Serie A          | 1     | 0      |
| 2013/14 | Vélez Sársfield       | Primera División | 28    | 18     |
| 2014/15 | West Ham United       | Premier League   | 7     | 2      |
| 2014/15 | → Queens Park Rangers | Premier League   | 4     | 0      |
| 2015/16 | West Ham United       | Premier League   | 15    | 3      |
| 2015/16 | ACF Fiorentina        | Serie A          | 15    | 3      |
| 2016/17 | ACF Fiorentina        | Serie A          | 7     | 2      |
| 2016/17 | Watford               | Premier League   | 3     | 0      |
| 2017/18 | → Al-Nasr SC          | VAE Liga         | 8     | 3      |
| 2017/18 | → Vélez Sarsfield     | Primera División | 13    | 8      |
| 2018/19 | Boca Juniors          | Primera División | 23    | 6      |
| 2019/20 | Boca Juniors          | Primera División | 1     | 0      |

## Erelijst
| Competitie                          |                 |                 |                 |                 |
| Competitie                          | Aantal          | Jaren           |                 |                 |
| Vélez Sarsfield                     | Vélez Sarsfield | Vélez Sarsfield | Vélez Sarsfield | Vélez Sarsfield |
| ----------------------------------- | --------------- | --------------- | --------------- | --------------- |
| Primera División (Winnaar Clausura) | 1x              | 2005            |                 |                 |
| Supercopa Argentina                 | 1x              | 2013            |                 |                 |
| Lazio                               |                 |                 |                 |                 |
| Coppa Italia                        | 1x              | 2008/09         |                 |                 |
| Supercoppa                          | 1x              | 2009            |                 |                 |
| Argentinië –20                      |                 |                 |                 |                 |
| Wereldkampioen –20                  | 1x              | 2007            |                 |                 |

1 Rossi ·
2 López ·
4 Weigandt ·
5 Zambrano ·
6 Rojo ·
8 Cardona ·
9 Orsini ·
11 Salvio ·
13 García ·
14 Rolón ·
16 Molinas ·
17 Advíncula ·
18 Fabra ·
19 Barco ·
20 Ramírez ·
21 Campuzano ·
22 Villa ·
23 González ·
24 Izquierdoz  ·
26 Fernández ·
29 Briasco ·
30 Zeballos ·
31 Pavón ·
32 Almendra ·
33 Varela ·
34 Obando ·
36 Medina ·
37 Sández ·
38 Vázquez ·
Coach: Russo